# جبال بلاكهيد

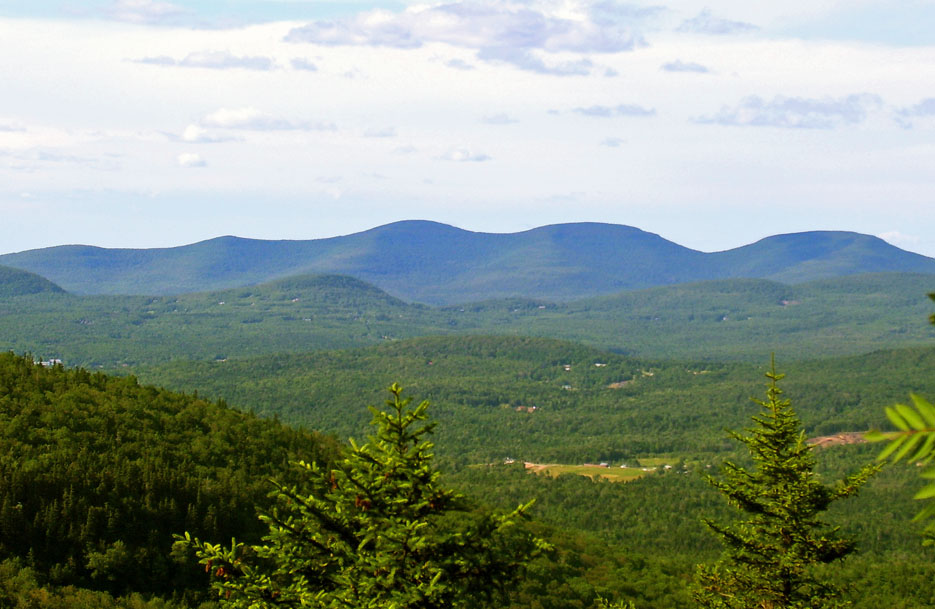
نطاق الرؤوس السوداء من الجنوب: Caudal ، Camel's Hump ، Thomas Cole Mountain ، Black Dome و Blackhead Mountain ، من اليسار إلى اليمين.

جبال بلاكهيد، تقع سلسلة بالقرب من الطرف الشمالي لجبال كاتسكيل، في مقاطعة جرين، نيويورك، الولايات المتحدة، حيث تقسم مدينتي ويندهام وجويت. القمم الثلاثة المسماة في النطاق - جبل توماس كول (3940 قدمًا؛ 1201 مترًا)، القبة السوداء (3980 قدمًا؛ 1213 مترًا)، وجبل بلاكهيد (أيضًا في نطاق 3940 قدمًا) - هي الرابعة والثالثة، وخامس أعلى قمم في كاتسكيلز، على التوالي. الفجوة بين توماس كول والقبعة السوداء، عند 3700 قدم، هي الأعلى في كاتسكيلز.
إلى الغرب من توماس كول يوجد قمتان صغيرتان غير مسماة رسميًا تُعرفان محليًا باسم سنام الجمال (3520 قدمًا؛ 1,073 مترًا) والذليلة (3320 قدمًا؛ 1012 مترًا). يمكن تسلق الكل باستثناء أسود الرأس عبر مساردرب القبعة السوداء الشهير؛ دفعة قصيرة من هذا الممر تؤدي إلى درب الجرف أعلى أسود الرأس.
يعد المظهر عرف الديك الجانبي في المجموعة توقيعًا مرئيًا لـ كاتسكيلز. يمكن رؤيتها بسهولة من أقصى الشمال مثل ألباني وضواحيها، إذا كانت هناك مناظر من الجنوب إلى النطاق.
يقع تلة فان لوان غرب جبال بلاكهيد.

## روابط خارجية
- Thomas Cole Mountain Hiking معلومات عن نادي Catskill 3500
- نادي القبة السوداء للمشي لمسافات طويلة على الجبال معلومات عن Catskill 3500 Club
- معلومات عن رياضة المشي لمسافات طويلة على الجبال في Blackhead. نادي Catskill 3500